# Katakumby

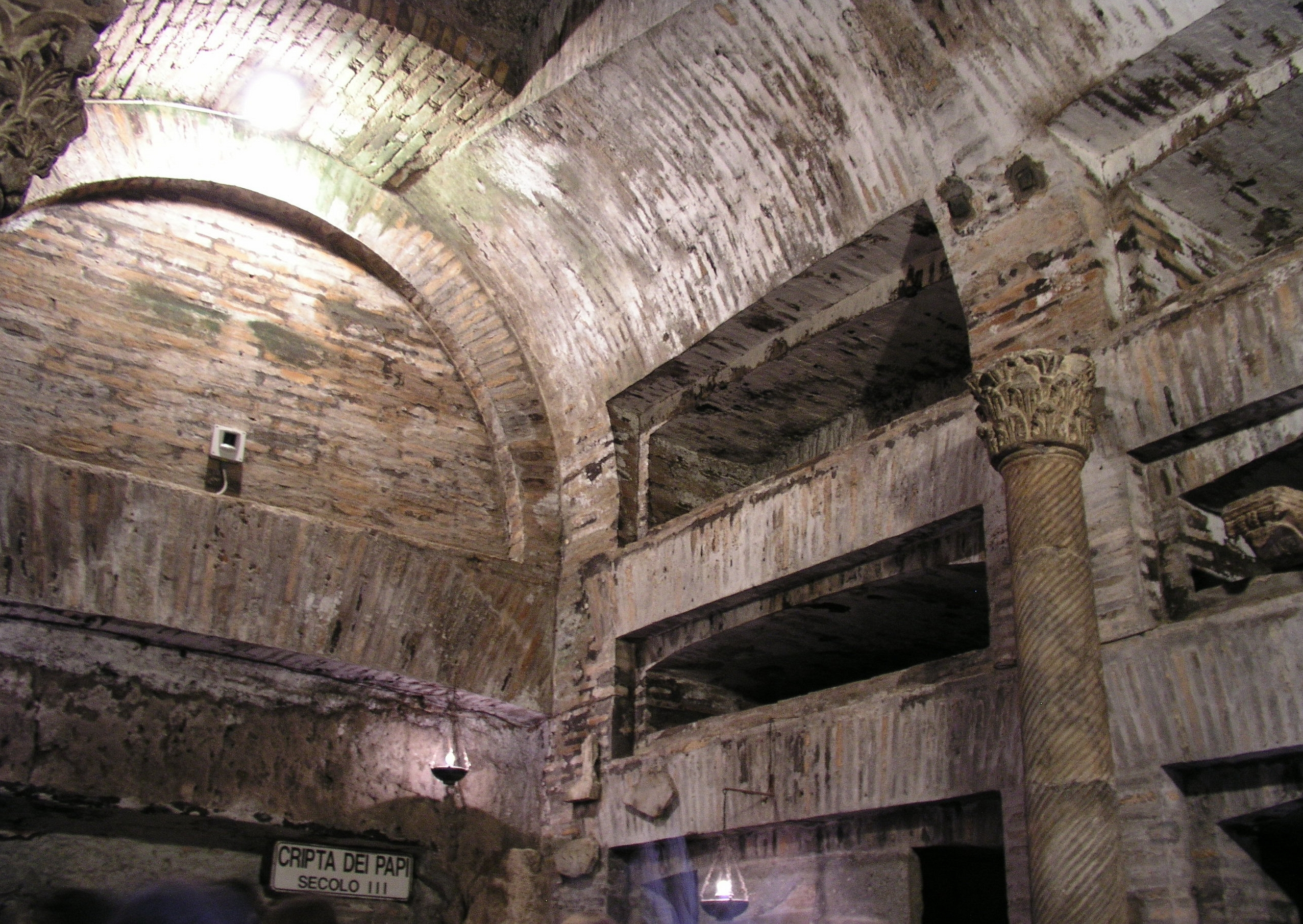
Katakumby św. Kaliksta w Rzymie

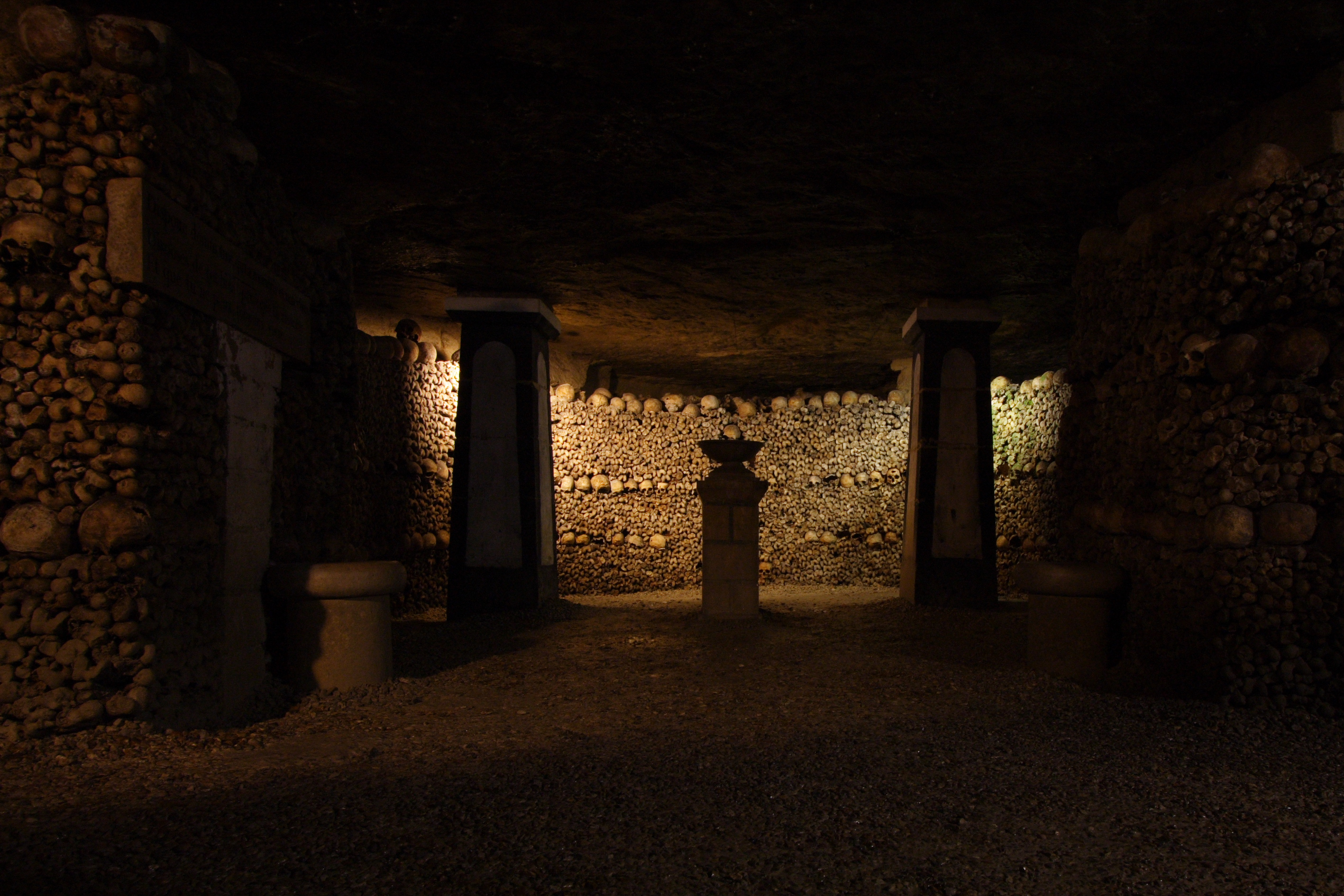
Katakumby Paryża

Katakumby (gr. κατά kata – pod, na dole τύμβος tymbos – grób, mogiła) – cmentarz podziemny (starożytny etruski, rzymski, żydowski i starochrześcijański) w postaci nieregularnie rozplanowanego systemu korytarzy biegnących zazwyczaj w kilku kondygnacjach, rozgałęziających się, rozszerzających w komory, wydrążonych bardzo głęboko w ziemi.

## Historia

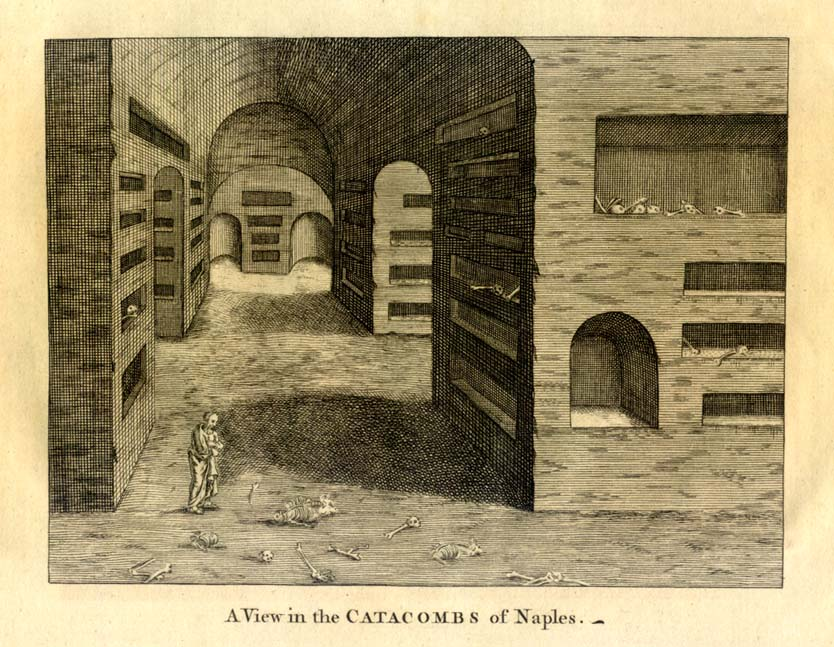
Katakumby w Neapolu (1760 r.)

Po raz pierwszy tej nazwy użyli Rzymianie, by określić miejsce przy ulicy Via Appia, gdzie wydobywano tuf wulkaniczny, używany do budowy umocnień. Miejsce wydobycia znajdowało się niedaleko jamy, w której pochowany był święty Sebastian, stąd miejsce to nazwano katakumbami. Nie był to pierwszy podziemny cmentarz i nie największy, jednak od IX w. zaczęto używać słowa katakumby dla określenia wszystkich podziemnych cmentarzy.
Grzebanie umarłych lub kremacja w obrębie samego Rzymu były zabronione na mocy XII Tablic. Pierwsze podziemne cmentarze powstały w Rzymie w okresie od I w. do IV w. Na początku IV wieku w roku 313 wraz z Edyktem mediolańskim skończyły się prześladowania chrześcijan i przestano chować zmarłych w podziemiach. Nie ma przekonujących podstaw, aby twierdzić, że katakumby były miejscem zebrań i schronienia dla pierwszych chrześcijan. Zawsze miały charakter cmentarny. Podziemne korytarze i komory istniały, zanim zaczęto chować w nich zmarłych.
Zmarłych chowano w niszach grobowych wzdłuż korytarzy lub w większych komorach, przerobionych na kaplice. Ściany zdobiono freskami, stiukami, marmurem – symbolami związanymi z religią chrześcijańską (ryby, winogrona, ptaki). W V wieku katakumby stały się miejscem modlitw i oddawania czci męczennikom. Od VII wieku (za czasów papieża Honoriusza I) rozpoczęto przenosić relikwie do kościołów. Proces ten w połączeniu z grabieżami przyczynił się do licznych zniszczeń.
W średniowieczu o katakumbach niemal zapomniano. Początki naukowych zainteresowań katakumbami datuje się na XV w. Pierwszą rozprawą na temat rzymskich katakumb było De ritu sepeliendi mortuos apud veteros Christianos Onofria Panvinia (wyd. 1568). Nasilone badania nad rzymskimi katakumbami wiążą się z dyskusją z protestantami i odnową kościoła po soborze trydenckim. Po publikacji Centurii Magdeburskich, ukazujących dzieje Kościoła jako stopniowe oddalanie się od starożytnej czystości wiary, nastąpiło ożywienie badań nad dziejami chrześcijaństwa. Z inicjatywy katolickich duchownych i humanistów, m.in. św. Filipa Neri (założyciela zakonu oratorianów zw. w Polsce filipinami) oraz wybitnego historyka Kościoła Cezarego Baroniusza podjęto badania historyczne, a także poszukiwania relikwii wczesnochrześcijańskich męczenników.
W 1578 roku przypadkowo odkryto katakumby przy Via Salaria, jednak pierwsze systematyczne badania nad podziemnymi cmentarzami podjęto dopiero kilkadziesiąt lat później. Najważniejszym nowożytnym badaczem rzymskich katakumb był Antonio Bossio (ok. 1575–1576 – 1629). Jego monumentalne dzieło, Roma sotteranea ukazało się trzy lata po jego śmierci (1632). Zawierało ono plany katakumb, obszerne informacje o ich historii, oparte głównie na źródłach antycznych, a także liczne ryciny, będące bezcennym źródłem ikonograficznym dokumentującym stan zachowania katakumb i sarkofagów na początku XVII wieku. Ubocznym skutkiem publikacji pracy Bossia były grabieżcze eksploracje katakumb, w wyniku których wiele bezcennych fresków i rzeźb uległo bezpowrotnemu zniszczeniu. Podczas badań nad podziemnymi rzymskimi cmentarzami odkryto wiele anonimowych pochówków, uznawanych często bezkrytycznie za groby wczesnochrześcijańskich męczenników. Ich relikwie trafiły do wielu kościołów w całej Europie, m.in. do Polski.
Ponowny wzrost zainteresowania katakumbami nastąpił w 1849 roku, gdy Giovanni Battista de Rossi odkrył katakumby św. Kaliksta w Rzymie.
Nazwa katakumby odnosi się także do grobowców egipskich. Budowane one były (podobnie jak i kolumbaria) w I Okresie Przejściowym i w Średnim Państwie.

## Zachowane katakumby
- Anglia – katakumby w Londynie
- Czechy – katakumby w Znojmie
- Egipt – katakumby Kaum asz-Szukafa w Aleksandrii
- Francja – Katakumby Paryża, to pozostałość po wydobyciu wapieni użytych do budowy między innymi katedry Notre-Dame i katedry w Chartres
- Hiszpania – katakumby Sacromonte w Grenadzie
- Malta
  - Mosta
    - katakumby Ta' Bistra

  - Mqabba
    - katakumby Tal-Mintna

  - Naxxar
    - katakumby Salina

  - Rabat
    - katakumby św. Pawła
    - katakumby św. Agaty
    - katakumby św. Katalda
    - katakumby św. Augustyna

  - Żurrieq
    - katakumby Xarolla
- Peru – katakumby w Limie
- Polska – katakumby w Supraślu (XVI w.)[5]
- Szkocja – katakumby w Edynburgu
- Tunezja – katakumby w Sousse
- Ukraina – Odeskie katakumby
- Włochy
  - Rzym
    - rzymskie katakumby
    - katakumby świętego Sebastiana przy Via Appia (czasowy pochówek Piotra i Pawła)
    - katakumby świętego Kaliksta
    - katakumby św. Domitylli przy Via delle Sette Chiese
    - katakumby św. Agnieszki i św. Pryscylli przy Via Nomentana
    - katakumby św. Giordanii przy Via Salaria

  - Neapol
    - katakumby San Gennaro (św. Januarego)
    - katakumby San Gaudioso
    - katakumby San Severo

  - Syrakuzy – IV–V w. przy kościele San Giovanni
  - Palermo-Katakumby kapucynów.